# Rhinogobius wuyanlingensis
Rhinogobius wuyanlingensis är en fiskart som beskrevs av Yang, Wu och Chen 2008. Rhinogobius wuyanlingensis ingår i släktet Rhinogobius och familjen smörbultsfiskar. Inga underarter finns listade i Catalogue of Life.